# Västra Tunhems socken
Västra Tunhems socken i Västergötland ingick i Väne härad, ingår sedan 1974 i Vänersborgs kommun och motsvarar från 2016 Västra Tunhems distrikt.
Socknens areal är 80,64 kvadratkilometer varav 77,54 land. År 2000 fanns här 6 241 invånare.  Godsen Rånnum, Nygård och Forstena, tätorterna Vargön med Vargöns kyrka och Nordkroken, orterna Hol och Floget samt sockenkyrkan Västra Tunhems kyrka ligger i socknen.   

## Administrativ historik
Socknen har medeltida ursprung. Före den 1 januari 1886 (enligt beslut den 17 april 1885) var namnet Tunhems socken. Under medeltiden införlivades Malöga socken och Rånnums socken.
Vid kommunreformen 1862 övergick socknens ansvar för de kyrkliga frågorna till Västra Tunhems församling och för de borgerliga frågorna till Västra Tunhems landskommun. 1916 utbröts området Stallbacka till Trollhättans stad. Landskommunen utökades 1952 och uppgick 1974 i Vänersborgs kommun.
1 januari 2016 inrättades distriktet Västra Tunhem, med samma omfattning som församlingen hade 1999/2000.  
Socknen har tillhört län, fögderier, tingslag och domsagor enligt vad som beskrivs i artikeln Väne härad. De indelta soldaterna tillhörde Västgöta-Dals regemente, Väne (eller Premier Majorens) kompani och Västgöta regemente, Barne kompani .

## Geografi och natur
Västra Tunhems socken ligger söder om Vänern närmast öster om Göta älv, Vänersborg och Trollhättan och med de västra delarna av Halleberg och Hunneberg i öster. Socknen är en slättbygd på Tunhemsslätten nedanför de skogklädda bergen.
Vid Floget finns det grottor i Hunneberg, vilka har tillkommit genom att befolkningen från 1700-talets andra hälft till 1950-talet har brutit skiffer, ur vilket har utvunnits kalk till jordbruket. Även rester av de ugnar som användes till bränningen av skiffret finns kvar.
I socknen finns sex naturreservat varav fyra ingår i EU-nätverket Natura 2000: Halle- och Hunnebergs rasbranter som delas med Vänersnäs socken i Vänersborgs kommun, Flo socken i Grästorps kommun och Väne-Åsaka och Norra Björke socknar i Trollhättans kommun, Hullsjön som delas med Gärdhems socken i Trollhättans kommun, Öjemossarnas naturreservat samt Tunhems ekhagar. Halle- och Hunnebergs platåer som delas med samma socknar som Halle- och Hunnebergs rasbranter samt Grinnsjö domänreservat är kommunala naturreservat.
Reservatet Tunhems ekhagar ligger runt Tunhems prästgård, med träd som nämndes av Carl von Linné på sin Västgötaresa 1746.
På medeltiden fanns Ekholms slott (Edsborg) på en ö i Göta älv i Västra Tunhems socken, mitt i nuvarande Trollhättan. Senare sätesgårdar var Rånnums säteri, Nygårds säteri och Forstena säteri,

## Galleri

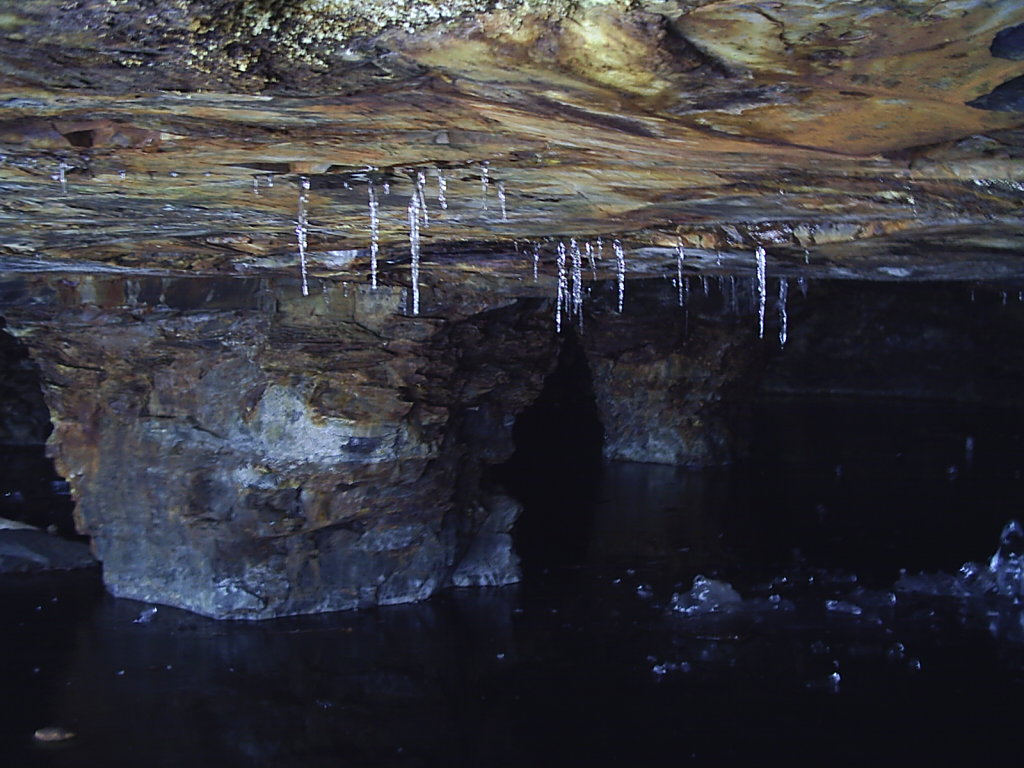
Grottor vid Hunneberg.
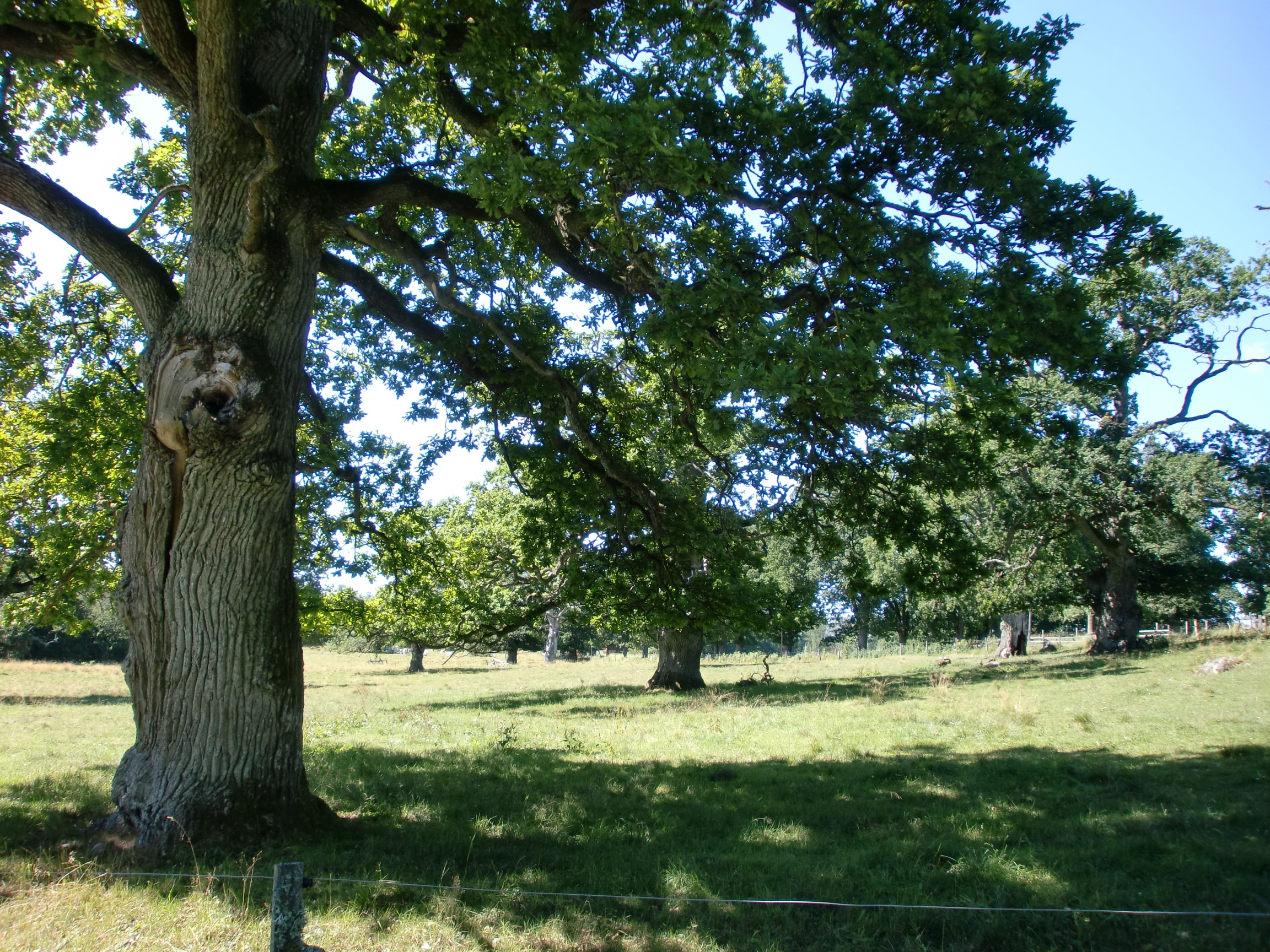
Naturreservatet Tunhems Ekhagar.

## Fornlämningar
Boplatser och en hällkista från stenåldern är funna. Från bronsåldern finns spridda gravrösen och skålgropsförekomster. Från järnåldern finns tolv gravfält, en större domarring, spridda högar samt fornborgar.

## Befolkningsutveckling
Befolkningen ökade från 1 602 1810 till 3 120 1880 varefter den tillfälligt sjönk till 2 857 1890. Därefter har folkmängden ökat stadigt till 6 279 1990.

## Namnet
Namnet skrevs på 1330-talet Tuneem och kommer från prästgården. Namnet innehåller tun, 'inhägnad' och hem, 'boplats; gård'.

## Personer från bygden
- Gustaf Ryding
- Lewi Pethrus
- Lennart Torstenson
- Olof Andersson Silfverlood